# I quattro continenti
I quattro continenti (in tedesco: Die vier Flüsse des Paradieses, "I quattro fiumi del Paradiso") è un dipinto realizzato nel 1615 dal pittore Peter Paul Rubens. L'opera è conservata al Kunsthistorisches Museum di Vienna.

## Descrizione
Il quadro raffigura le personificazioni dei quattro continenti allora noti (Europa, Asia, Africa, America) assieme alle personificazioni dei loro grandi fiumi (il Danubio, il Gange, il Nilo e il Rio della Plata). L'Europa si trova a sinistra, l'Africa al centro, l'Asia a destra e l'America si trova dietro l'Asia. La distribuzione dei colori porta ad una resa realistica delle carni dei personaggi.
In primo piano sono presenti dei putti che giocano con un coccodrillo, il quale osserva una tigre che allatta i suoi cuccioli (la tigre è un simbolo del continente asiatico). La cute del coccodrillo e i muscoli della tigre sono resi in modo vivacemente realistico. La scena si svolge presso le sponde di un corso d'acqua (come dimostrano le conchiglie e il granchio accanto ai cuccioli della tigre), e presenta dei particolari lussuosi, come i due vasi decorati in stile classico ai lati della composizione. Tale opera rispecchiava le condizioni in cui Rubens sperava di ritornare ad Anversa dopo la fine delle operazioni militari della guerra degli ottant'anni. Infatti, quando il pittore fiammingo dipinse questo quadro, la repubblica delle Sette Province Unite (gli odierni Paesi Bassi) e la Spagna asburgica erano in un periodo di tregua, garantita dal trattato di Anversa.

## Interpretazioni

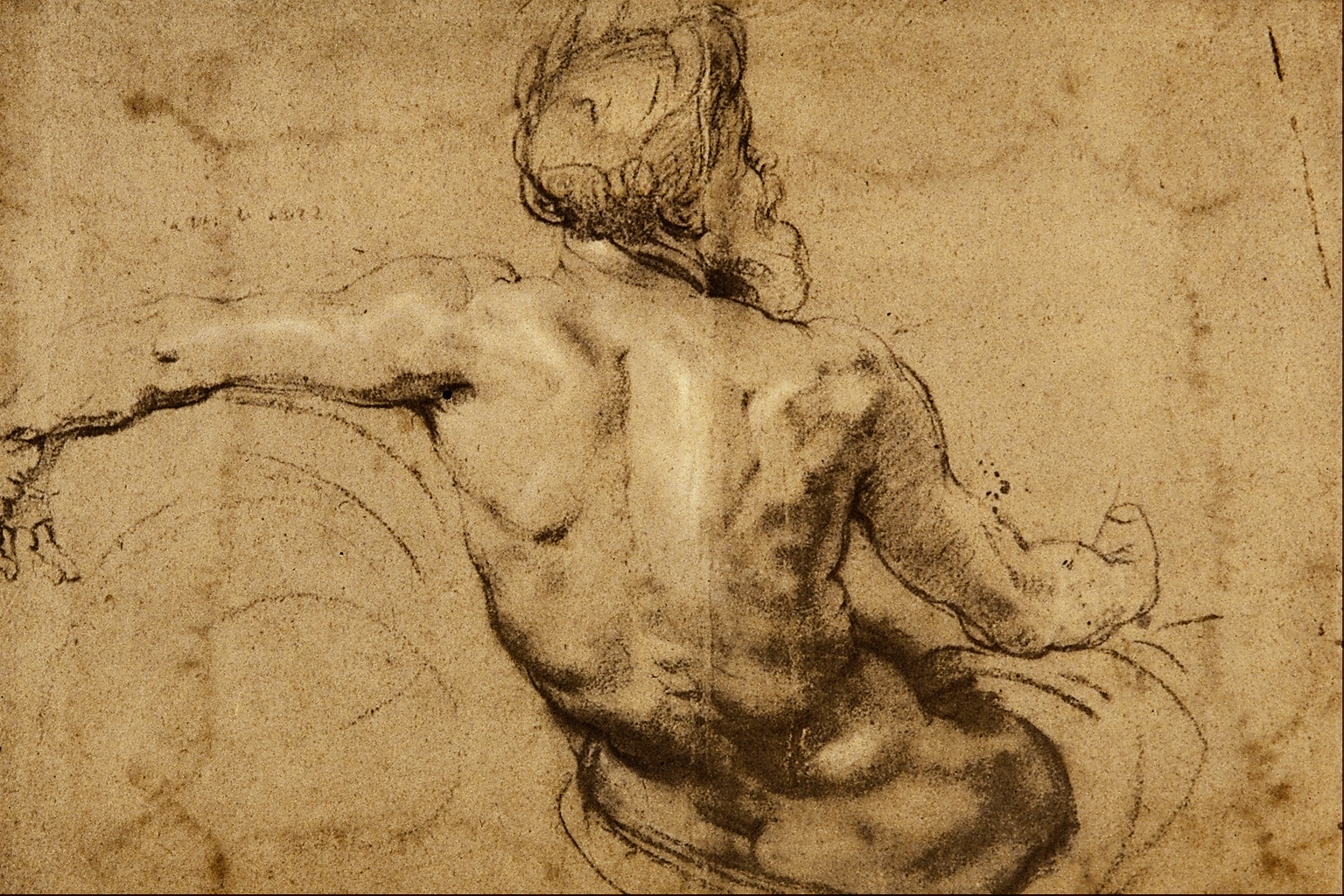
Uno studio per il dipinto, raffigurante uno dei fiumi personificati

La storica dell'arte Elizabeth McGrath ha proposto un'altra interpretazione del dipinto, ritenendo che le personificazioni dei continenti in realtà siano delle ninfe che rappresentano le fonti dei quattro fiumi. McGrath inoltre ha ipotizzato che il Danubio sia in realtà il fiume Tigri e il Rio della Plata sia l'Eufrate, in quanto questi fiumi erano citati nell'esegesi biblica.